# John Farnham

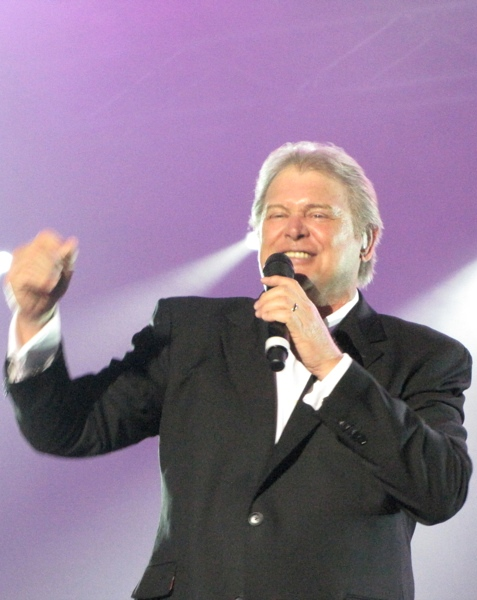
John Farnham (2010)

John Peter Farnham, AO (* 1. Juli 1949 in Dagenham, Essex, England) ist ein australischer Sänger und insbesondere in seinem Heimatland seit Jahrzehnten einer der bekanntesten und erfolgreichsten Musiker. Mit dem Song You’re the Voice hatte Farnham 1987 auch in mehreren europäischen Ländern einen Nummer-eins-Hit.

## Leben
Seinen ersten kommerziellen Erfolg hatte Farnham, dessen Familie 1959 nach Australien ausgewandert war, mit dem Song Sadie the Cleaning Lady, der sich 180.000 Mal verkaufte, ein australischer Rekord in den 1960er Jahren. In den 1970er Jahren war er an verschiedenen Fernsehproduktionen beteiligt.
Von 1981 bis 1984 war er Frontmann der Little River Band, mit der er drei Alben veröffentlichte. Das 1986 erschienene Soloalbum Whispering Jack mit der Auskopplung You’re the Voice wurde zu einem der größten Erfolge und verschaffte Farnham endgültig den Durchbruch. John Farnham erhielt in Australien bis heute zahlreiche Platinauszeichnungen für seine Veröffentlichungen, davon 24 Mal für das Album Whispering Jack, das nach Bat Out of Hell von Meat Loaf das zweiterfolgreichste Album der australischen Musikgeschichte ist.
Seither war er zusammen mit anderen bekannten Pop- und Rockgrößen in zahlreichen Produktionen und Konzerten zu sehen, wie z. B. bei der Eröffnung der Olympischen Sommerspiele 2000 in Sydney, als er gemeinsam mit Olivia Newton-John auftrat. 2003 wurde er mit der Aufnahme in die ARIA Hall of Fame geehrt.
Im August 2022 wurde eine Krebserkrankung Farnhams von seiner Familie bekannt gegeben.
Farnham ist seit 1973 mit Jillian Billman verheiratet und hat zwei Söhne. Ihm wurde 1996 der Titel „Officer of the Order of Australia“ verliehen.

## Diskografie

### Studioalben
| Jahr | Titel                                                                  | Höchstplatzierung, Gesamtwochen/‑monate, AuszeichnungChartplatzierungen (Jahr, Titel, Platzierungen, Wochen/Monate, Auszeichnungen, Anmerkungen) | Höchstplatzierung, Gesamtwochen/‑monate, AuszeichnungChartplatzierungen (Jahr, Titel, Platzierungen, Wochen/Monate, Auszeichnungen, Anmerkungen) | Höchstplatzierung, Gesamtwochen/‑monate, AuszeichnungChartplatzierungen (Jahr, Titel, Platzierungen, Wochen/Monate, Auszeichnungen, Anmerkungen) | Höchstplatzierung, Gesamtwochen/‑monate, AuszeichnungChartplatzierungen (Jahr, Titel, Platzierungen, Wochen/Monate, Auszeichnungen, Anmerkungen) | Anmerkungen                                                                  |
| Jahr | Titel                                                                  | DE | AT | UK | AU | Anmerkungen                                                                  |
| ---- | ---------------------------------------------------------------------- | --- | --- | --- | --- | ---------------------------------------------------------------------------- |
| 1986 | Whispering Jack                                                        | DE4 Gold · (26 Wo.)DE | AT3 (4 Mt.)AT | UK35 (9 Wo.)UK | AU9 a ×2424-fach-Platin · (26 Wo.)AU | Erstveröffentlichung: 29. September 1986                                     |
| 1988 | Age of Reason                                                          | DE14 (16 Wo.)DE | — | — | AU1 ×11Elffachplatin · (34 Wo.)AU | Erstveröffentlichung: 25. Juli 1988                                          |
| 1990 | Chain Reaction                                                         | — | — | — | AU1 ×8Achtfachplatin · (36 Wo.)AU | Erstveröffentlichung: 24. September 1990                                     |
| 1993 | Then Again …                                                           | — | — | — | AU1 ×4Vierfachplatin · (29 Wo.)AU | Erstveröffentlichung: 18. Oktober 1993                                       |
| 1996 | Romeo’s Heart                                                          | — | — | — | AU2 ×4Vierfachplatin · (33 Wo.)AU | Erstveröffentlichung: 3. Juni 1996                                           |
| 2000 | 33 1/3                                                                 | — | — | — | AU7 Platin · (5 Wo.)AU | Erstveröffentlichung: 4. August 2000                                         |
| 2002 | The Last Time                                                          | — | — | — | AU1 ×2Doppelplatin · (36 Wo.)AU | Erstveröffentlichung: 7. Oktober 2002                                        |
| 2005 | I Remember When I Was Young – Songs from the Great Australian Songbook | — | — | — | AU2 ×2Doppelplatin · (8 Wo.)AU | Erstveröffentlichung: 6. November 2005 Coveralbum                            |
| 2010 | Jack                                                                   | — | — | — | AU2 Gold · (11 Wo.)AU | Erstveröffentlichung: 15. Oktober 2010                                       |
| 2016 | Friends for Christmas                                                  | — | — | — | AU1 ×2Doppelplatin · (30 Wo.)AU | Erstveröffentlichung: 11. November 2016 mit Olivia Newton-John               |
| 2023 | John Farnham: Finding the Voice (Music from the Feature Documentary)   | — | — | — | AU2 (4 Wo.)AU | Erstveröffentlichung: 19. Mai 2023 Soundtrack; mit verschiedenen Interpreten |

Weitere Studioalben
- 1968: Johnny Farnham Sings Hits from the Movies
- 1968: Everybody Oughta Sing a Song
- 1968: Sadie
- 1970: Christmas Is … Johnny Farnham
- 1970: Looking Through a Tear
- 1971: Johnny
- 1971: Together (mit Allison Durbin)
- 1972: Johnny Farnham Sings the Shows
- 1973: Hits Magic Rock ’n’ Roll
- 1975: J. P. Farnham Sings
- 1980: Uncovered (AU: Gold)

### Livealben
| Jahr | Titel                                    | Höchstplatzierung, Gesamtwochen, AuszeichnungChartplatzierungen (Jahr, Titel, Platzierungen, Wochen, Auszeichnungen, Anmerkungen) | Höchstplatzierung, Gesamtwochen, AuszeichnungChartplatzierungen (Jahr, Titel, Platzierungen, Wochen, Auszeichnungen, Anmerkungen) | Höchstplatzierung, Gesamtwochen, AuszeichnungChartplatzierungen (Jahr, Titel, Platzierungen, Wochen, Auszeichnungen, Anmerkungen) | Höchstplatzierung, Gesamtwochen, AuszeichnungChartplatzierungen (Jahr, Titel, Platzierungen, Wochen, Auszeichnungen, Anmerkungen) | Anmerkungen                                                                   |
| Jahr | Titel                                    | DE | AT | UK | AU | Anmerkungen                                                                   |
| ---- | ---------------------------------------- | --- | --- | --- | --- | ----------------------------------------------------------------------------- |
| 1991 | Full House                               | — | — | — | AU2 ×5Fünffachplatin · (17 Wo.)AU                                                                                                 | Erstveröffentlichung: 4. November 1991                                        |
| 1998 | Highlights from the Main Event           | — | — | — | AU5 ×5Fünffachplatin · (15 Wo.)AU                                                                                                 | Erstveröffentlichung: Dezember 1998 mit Olivia Newton-John und Anthony Warlow |
| 1999 | Live at the Regent Theatre 1st July 1999 | — | — | — | AU7 Platin · (5 Wo.)AU | Erstveröffentlichung: 30. August 1999                                         |
| 2005 | Together in Concert                      | — | — | — | AU3 Platin · (11 Wo.)AU | Erstveröffentlichung: 31. Mai 2005 mit Tom Jones                              |
| 2011 | The Acoustic Chapel Sessions             | — | — | — | AU10 (8 Wo.)AU | Erstveröffentlichung: 30. September 2011                                      |
| 2015 | Two Strong Hearts Live                   | — | — | — | AU1 Gold · (14 Wo.)AU | Erstveröffentlichung: 16. Juni 2015 mit Olivia Newton-John                    |

Weitere Livealben
- 1973: The Big Hits of ’73

### Kompilationen
| Jahr | Titel                                                | Höchstplatzierung, Gesamtwochen, AuszeichnungChartplatzierungen (Jahr, Titel, Platzierungen, Wochen, Auszeichnungen, Anmerkungen) | Höchstplatzierung, Gesamtwochen, AuszeichnungChartplatzierungen (Jahr, Titel, Platzierungen, Wochen, Auszeichnungen, Anmerkungen) | Anmerkungen                                                                                    |
| Jahr | Titel                                                | DE | AU | Anmerkungen                                                                                    |
| ---- | ---------------------------------------------------- | --- | --- | ---------------------------------------------------------------------------------------------- |
| 1997 | Anthology 1 – Greatest Hits 1986–1997                | DE40 (4 Wo.)DE | AU1 ×5Fünffachplatin · (26 Wo.)AU                                                                                                 | Erstveröffentlichung: 29. September 1997 in Deutschland erst 1998 als Greatest Hits erschienen |
| 1997 | Anthology 2 – Classic Hits 1967–1985 (Recorded Live) | — | AU12 Platin · (15 Wo.)AU | Erstveröffentlichung: 29. September 1997                                                       |
| 1997 | Anthology 3 – Rarities                               | — | AU20 Gold · (8 Wo.)AU | Erstveröffentlichung: 10. November 1997                                                        |
| 2003 | One Voice – The Greatest Hits                        | — | AU2 ×4Vierfachplatin · (27 Wo.)AU                                                                                                 | Erstveröffentlichung: 20. Oktober 2003 Doppel-CD                                               |
| 2009 | The Essential 3.0                                    | — | AU6 Gold · (11 Wo.)AU | Erstveröffentlichung: 31. Januar 2009                                                          |

Weitere Kompilationen
- 1971: The Best of Johnny Farnham
- 1976: Johnny Farnham Greatest Hits
- 1980: The Best of John Farnham
- 1987: The John Farnham Phenomenon (18 Farnham Classics)
- 1987: Another Side of John Farnham
- 1988: The Farnham Years (mit The Little River Band)
- 2002: Love Songs
- 2008: Collections

### Singles
| Jahr | Titel Album                                            | Höchstplatzierung, Gesamtwochen/‑monate, AuszeichnungChartplatzierungen (Jahr, Titel, Album, Platzierungen, Wochen/Monate, Auszeichnungen, Anmerkungen) | Höchstplatzierung, Gesamtwochen/‑monate, AuszeichnungChartplatzierungen (Jahr, Titel, Album, Platzierungen, Wochen/Monate, Auszeichnungen, Anmerkungen) | Höchstplatzierung, Gesamtwochen/‑monate, AuszeichnungChartplatzierungen (Jahr, Titel, Album, Platzierungen, Wochen/Monate, Auszeichnungen, Anmerkungen) | Höchstplatzierung, Gesamtwochen/‑monate, AuszeichnungChartplatzierungen (Jahr, Titel, Album, Platzierungen, Wochen/Monate, Auszeichnungen, Anmerkungen) | Höchstplatzierung, Gesamtwochen/‑monate, AuszeichnungChartplatzierungen (Jahr, Titel, Album, Platzierungen, Wochen/Monate, Auszeichnungen, Anmerkungen) | Höchstplatzierung, Gesamtwochen/‑monate, AuszeichnungChartplatzierungen (Jahr, Titel, Album, Platzierungen, Wochen/Monate, Auszeichnungen, Anmerkungen) | Anmerkungen                                                                             |
| Jahr | Titel Album                                            | DE | AT | CH | UK | US | AU | Anmerkungen                                                                             |
| ---- | ------------------------------------------------------ | --- | --- | --- | --- | --- | --- | --------------------------------------------------------------------------------------- |
| 1986 | You’re the Voice Whispering Jack                       | DE1 (19 Wo.)DE | AT6 (3 Mt.)AT | CH2 (15 Wo.)CH | UK6 Gold · (18 Wo.)UK | US82 (8 Wo.)US | AU1 ×8AchtfachplatinAU | Erstveröffentlichung: 15. September 1986                                                |
| 1986 | Pressure Down Whispering Jack                          | DE32 (10 Wo.)DE | — | — | UK78 (3 Wo.)UK | — | AU aAU | Erstveröffentlichung: 1. Dezember 1986                                                  |
| 1988 | Age of Reason                                          | DE20 (18 Wo.)DE | — | — | UK87 (5 Wo.)UK | — | AU1 (19 Wo.)AU | Erstveröffentlichung: 4. Juli 1988                                                      |
| 1988 | Two Strong Hearts Age of Reason                        | — | — | — | — | — | AU6 (14 Wo.)AU | Erstveröffentlichung: 26. September 1988                                                |
| 1988 | Beyond the Call Age of Reason                          | — | — | — | — | — | AU40 (3 Wo.)AU | Erstveröffentlichung: 14. November 1988                                                 |
| 1989 | Two Strong Hearts –                                    | — | — | — | UK80 (2 Wo.)UK | — | — | mit Danni’elle                                                                          |
| 1989 | Communication –                                        | — | — | — | — | — | AU46 (6 Wo.)AU | mit Danni’elle                                                                          |
| 1990 | Chain Reaction                                         | — | — | — | — | — | AU6 Gold · (17 Wo.)AU | Erstveröffentlichung: August 1990                                                       |
| 1990 | That’s Freedom Chain Reaction                          | DE56 (10 Wo.)DE | — | — | — | — | AU6 Gold · (13 Wo.)AU | Erstveröffentlichung: September 1990                                                    |
| 1990 | Burn for You Chain Reaction                            | — | — | — | — | — | AU5 Gold · (11 Wo.)AU | Erstveröffentlichung: November 1990                                                     |
| 1991 | In Days to Come Chain Reaction                         | — | — | — | — | — | AU49 (2 Wo.)AU | Erstveröffentlichung: März 1991                                                         |
| 1991 | When Something Is Wrong with My Baby Soul Deep         | — | — | — | — | — | AU3 Platin · (12 Wo.)AU | mit Jimmy Barnes                                                                        |
| 1991 | Please Don’t Ask Me Full House                         | — | — | — | — | — | AU21 (7 Wo.)AU | Erstveröffentlichung: November 1991                                                     |
| 1992 | Everything’s Alright Jesus Christ Superstar: The Album | — | — | — | — | — | AU6 (14 Wo.)AU | mit Kate Ceberano und Jon Stevens                                                       |
| 1993 | Seemed Like a Good Idea at the Time Then Again …       | DE59 (10 Wo.)DE | — | — | — | — | AU16 (12 Wo.)AU | Erstveröffentlichung: 5. September 1993 Charteintritt in Deutschland erst im April 1994 |
| 1993 | Angels Then Again …                                    | — | — | — | — | — | AU36 (5 Wo.)AU | Erstveröffentlichung: November 1993                                                     |
| 1996 | Have a Little Faith Romeo’s Heart                      | — | — | — | — | — | AU3 (7 Wo.)AU | Erstveröffentlichung: März 1996                                                         |
| 1996 | A Simple Life Romeo’s Heart                            | — | — | — | — | — | AU29 (6 Wo.)AU | Erstveröffentlichung: Mai 1996                                                          |
| 1996 | Heart’s on Fire Romeo’s Heart                          | — | — | — | — | — | AU50 (2 Wo.)AU | Erstveröffentlichung: September 1996                                                    |
| 1997 | Everytime You Cry Counting Down                        | DE84 (9 Wo.)DE | — | — | — | — | AU3 Platin · (15 Wo.)AU | mit Human Nature Charteintritt in Deutschland erst im August 1998                       |
| 2000 | Trying to Live My Life Without You 33⅓                 | — | — | — | — | — | AU42 (3 Wo.)AU | Erstveröffentlichung: Juli 2000                                                         |

Weitere Singles
| - 1967: Sadie (The Cleaning Lady) - 1967: Johnny Farnham (EP) - 1968: I Saw Mommy Kissing Santa Claus - 1968: Rose Coloured Glasses - 1968: Jamie - 1968: Underneath the Arches - 1969: One - 1969: Raindrops Keep Fallin’ on My Head - 1970: Comic Conversation - 1970: Number One (EP) - 1971: Walking the Floor on My Hands - 1971: Acapulco Sun - 1972: Baby, without You (mit Allison Durbin) - 1973: Shake a Hand - 1973: I Can’t Dance to Your Music - 1975: Things to Do - 1980: Help | - 1984: Nothing’s Gonna Stand in Our Way - 1984: Justice for One - 1986: Break the Ice - 1987: A Touch of Paradise - 1987: Reasons - 1989: We’re No Angels - 1992: Full House Mega Mix - 1992: Live – Help - 1994: Talk of the Town - 1994: The Reason Why - 1996: Don’t Let It End - 1997: All Kinds of People - 2000: Man of the Hour - 2000: Dare to Dream (mit Olivia Newton-John) - 2001: You’re the Only One - 2003: Keep Talking - 2003: We Will Rock You (mit Queen) |

### Videoalben
- 2005: Chain Reaction Tour (AU: Platin)
- 2005: Classic Jack (AU: Platin)
- 2006: Together in Concert (AU: ×5Fünffachplatin )
- 2006: John Farnham with the Sydney Symphony Live (AU: Platin)

## Auszeichnungen für Musikverkäufe
| Goldene Schallplatte - Dänemark - 2022: für die Single You’re the Voice - Kanada - 1987: für das Album Whispering Jack - Neuseeland - 1990: für das Album Chain Reaction - 1991: für die Single When Something Is Wrong with My Baby - 1992: für das Album Full House - 2001: für das Album Anthology 1 – Greatest Hits 1986–1997 - 2024: für das Album Two Strong Hearts Live - Schweden - 1987: für die Single You’re the Voice - 1988: für das Album Age of Reason | Platin-Schallplatte - Neuseeland - 1987: für das Album Whispering Jack - 1988: für das Album Age of Reason - Schweden - 1987: für das Album Whispering Jack 3× Platin-Schallplatte - Neuseeland - 2025: für die Single You’re the Voice |

Anmerkung: Auszeichnungen in Ländern aus den Charttabellen bzw. Chartboxen sind in ebendiesen zu finden.
| Land/RegionAuszeichnungen für Musikverkäufe (Land/Region, Auszeichnungen, Verkäufe, Quellen) | Gold       | Platin         | Verkäufe  | Quellen                           |
| -------------------------------------------------------------------------------------------- | ---------- | -------------- | --------- | --------------------------------- |
| Australien (ARIA)                                                                            | 8× Gold8   | 99× Platin99   | 6.760.000 | aria.com.au                       |
| Dänemark (IFPI)                                                                              | Gold1      | —              | 45.000    | ifpi.dk                           |
| Deutschland (BVMI)                                                                           | Gold1      | —              | 250.000   | musikindustrie.de                 |
| Kanada (MC)                                                                                  | Gold1      | —              | 50.000    | musiccanada.com                   |
| Neuseeland (RMNZ)                                                                            | 5× Gold5   | 5× Platin5     | 167.500   | aotearoamusiccharts.co.nz NZ2 NZ3 |
| Schweden (IFPI)                                                                              | 2× Gold2   | Platin1        | 175.000   | sverigetopplistan.se              |
| Vereinigtes Königreich (BPI)                                                                 | Gold1      | —              | 400.000   | bpi.co.uk                         |
| Insgesamt                                                                                    | 19× Gold19 | 105× Platin105 |           |                                   |